# Beret
Beret község Borsod-Abaúj-Zemplén vármegye Encsi járásában.

## Fekvése
A Cserehát keleti részén fekszik, a Vasonca-patak völgyében, a megyeszékhely Miskolctól 35 kilométerre északkeletre.
A közvetlenül határos települések: észak felől Baktakék, kelet felől Fancsal, délkelet felől Forró, dél felől Detek, nyugat felől pedig Selyeb. A legközelebbi város a mintegy 15 kilométerre fekvő Encs.

### Megközelítése
Csak közúton érhető el, Baktakék vagy Detek érintésével, a 2624-es úton.

## Története

### Középkor
Nevének eredete ismeretlen, talán egy szláv személynévvel hozható összefüggésbe.
Első említése 1271-ből származik, amikor V. István király meghálálván Feketehalom ostromakor tanúsított szolgálataikat, mely akkor történt, amikor az ifjabb király hadban állt apjával, IV. Bélával, Sándornak és Péternek adta az örökösök nélkül elhunyt Antal és Lotomas birtokát, amely királyi kézre háramlott. A birtok határa a Vasonca-pataknál kezdődött, és oda is tért vissza, a pataktól keletre haladt különböző dombokon keresztül, és érintette egy bizonyos Orbán ispán földjét, a mai Deteket. A patak mellett egy nagy út haladt. Három évvel később a Vasoncától nyugatra levő földet adta oda Kun László király Baktai Péternek. A birtok öt ekealj – királyi ekealjban számolva 1100 katasztrális hold – nagyságú volt, erdők és ligetek feküdtek rajta, és egy Gagy nevű, várnépi rendű személy lakott rajta, ezért Gagyberetnek hívták. E föld a tornai ispánságé volt. A Vasonca-pataktól nyugatra eső földek a szomszédos Baktán – a mai Baktakék déli részén – is Torna vármegyéhez tartoztak. Későbbi történelme során azonban a falu mindig Abaúj vármegye része volt. 1284-ben ugyanez a Baktai Péter elcserélte a nyugati oldalon fekvő négy ekealj nagyságúnak mondott – királyi ekealjban számolva 880 katasztrális holdnyi – birtokát a keleti oldali birtokossal, Salamonnal. A csere során azt állította, hogy a föld korábban bizonyos Endrisé és Pertasé volt, akik örökösök nélkül haltak el, jószágaik a királyra szállottak, és Kun László király adta neki. Mivel a keleti oldal értékesebb volt, mint amit ő adott, ezért még hatvan márka ezüstöt is adott Salamonnak. Ezek között az adatok között a régi birtokosok említésekor olyan ellentmondások vannak, amelyet nem lehet feloldani. Túl nagynak tűnik az öt, illetve négy ekeljanyi nagyság is, mert legalább ekkorát kellene feltételeznünk a patak keleti oldalán is, ami – ha valóban királyi ekealjról volt szó – már közel kétezer katasztrális holdat jelentett. A falu teljes határa azonban a 19. század közepi felmérések szerint 1185 katasztrális hold volt, és területe történelme folyamán nem lett kisebb. Deteki határát 1345-ben említették. A Vasoncától nyugatra levő oldalon feküdt a Farkasbérc nevű liget. A későbbiekben a falu birtokosai részben a Bereti, részben a Baktai nemes családból kerültek ki. A Baktaiak olyannyira számon tartották évszázadokkal korábbi birtokuk eredetének emlékét, hogy még 1478-ban is Gagy-Beretnek hívták saját részüket. 1477-ben Huszti Bálint, a királyi gyalogosok vezére kérte Mátyás királytól adományba más abaúji települések mellett ezt a falut is, arra való hivatkozással, hogy az az örökösök nélkül elhunyt Körösközi Lászlóé volt, ám próbálkozása sikertelen volt.
1416-ban a Vasoncától nyugatra eső részeken az északi földek a Baktai, a déliek a Bereti család kezén voltak. A Vasonca nyugati oldalán a Beretiek egy királyi ekealj – 220 katasztrális hold – földet, ezen kívül 14 királyi hold – azaz húsz és fél katasztrális hold – ligetet birtokoltak a Babar nevű helyen. A Babar domb mai is élő helynév Beret lakott területétől északnyugati irányban. A holdat ezúttal kötéllel mérték ki, így a maihoz közelítő pontosságú területtel számolhatunk. E középső rész határai így következtek: a Vasonca-pataktól kezdődött, és két szántóföld dűlőn keresztül nyugatra haladt, majd a Beretiek és a Baktaiak földje közt kanyargó úton elérte a ligetet. Előbb délnek, majd nyugatnak fordulva találkozott a Forróról Szolnokra – a mai Abaújszolnokra – tartó úttal, aztán megint szántóföldek, végül egy száraz völgy – a mai Kaza-patak völgye – következett – újra szántók, a Perényiek Szelep nevű ligete, Berencs – a mai Rásonysápberencs része – irányába haladva egy domb alján levő szántőföldeknél ért véget. E terület déli határa volt a Perényiek Kazafölde nevű része, ami azonban, akárcsak Szelep-liget valószínűleg Detekhez tartozott. 1427-ben a kamara haszna adó szedői öt paraszti telken hajtották be az adót, és csupán Baktai Zsigmondot tüntették fel földesúrként. A falu Abaúj vármegyének a Hernádtól nyugatra eső járásába volt besorolva.

### Kora újkor
Beret a 16–17. században a török kor végére is megőrizte bizonyos integritását, annak ellenére, hogy Abaúj vármegye déli része a Hódoltság terjedésével a füleki, a hatvani, majd az egri törökök célkeresztjében volt. Így az oszmán hódítók az 1554-ben elfoglalt füleki várból már korán igyekeztek adófizetővé tenni Dél-Abaúj falvait, a füleki szandzsák 1559. évi összeírásában Perecse, Szászfa, Petri, Szala, Devecser, Fancsal és Detek szerepel, míg 1570-ben már két szandzsák osztozott a csereháti falvakon, Fülekhez tartozott Büttös, Szászfa, Szend, Kécs (Fulókércs?), a hatvanihoz Litka, Forró és Beret. Beretet a hatvani szandzsákhoz tartozó ónodi náhije falvai közé sorolták, és az 1570. évi hatvani adóösszeírás szerint a defterdárok alacsony, 200 akcsét kitevő bevételre minősítették, igaz, a falut különböző politikai megfontolásokból lakatlanként írták össze. Az összeírás is jelzi az oszmán hódítók bizonytalanságát, hiszen nem minden defterben szereplő magyar falu lett a későbbiek során valóban török adófizető.
Beret falut, illetve egy-egy részét a 16–17. században God-Beret, Gott-Beret, Egyházas-Beret, illetve Dudva-Beret vagy Piros-Beret néven is említik. A God-Beret birtoknév egyébként már egy 1478-ban kelt oklevélben is feltűnik a Berethi nemesek tulajdonában. Beret középkor végi birtokosai, a Baktai és a Bereti (Berethi) család tagjai közül 1564-ben még él Berethi Péter, aki azonban már az abaúji nemes családból való Figedy (Fügedi) Istvánt és rokonát, özvegy Figedy Mihálynét perli bereti részbirtoka miatt, amelyet Berethi János inskribált, azaz vetett zálogba a Figedyeknek. A 16. század közepétől újabb abaúji családok váltják a korábbi birtokosokat; az állami – portális vagy dikális – adó legkorábbi, 1552. évi jegyzékében Beret földesura: Szemerei (Szemere) András, aki a Cserehát legjelentősebb, középkori eredetű nemesi famíliájának tagja. Szemere András minden bizonnyal felesége, Rásonyi Anna révén lett tulajdonos, akinek apja, Rásonyi Gergely több birtokát, így az Abaúj vármegyében lévő Gott-Beret falut hét lányára hagyta. A Rásonyi-örökösök, köztük az időközben elhalt Szemere András özvegye, Rásonyi Anna, nővéreivel és sógoraival (kaki Szemere Kelemennel, valamint kiskéri Tomory Mártonnal és Nagy Balázzsal) együtt 1574-ben kap királyi megerősítést a teljes Rásony falura, valamint „Berett, másként Gott-Bereth”, és a gömöri Zubony falvak birtokrészeire. Kaki Szemere Kelement (Szemere Albert fiát), Rásonyi Orsolya férjét a 17. század elején már bereti Szemere Kelemennek említik.

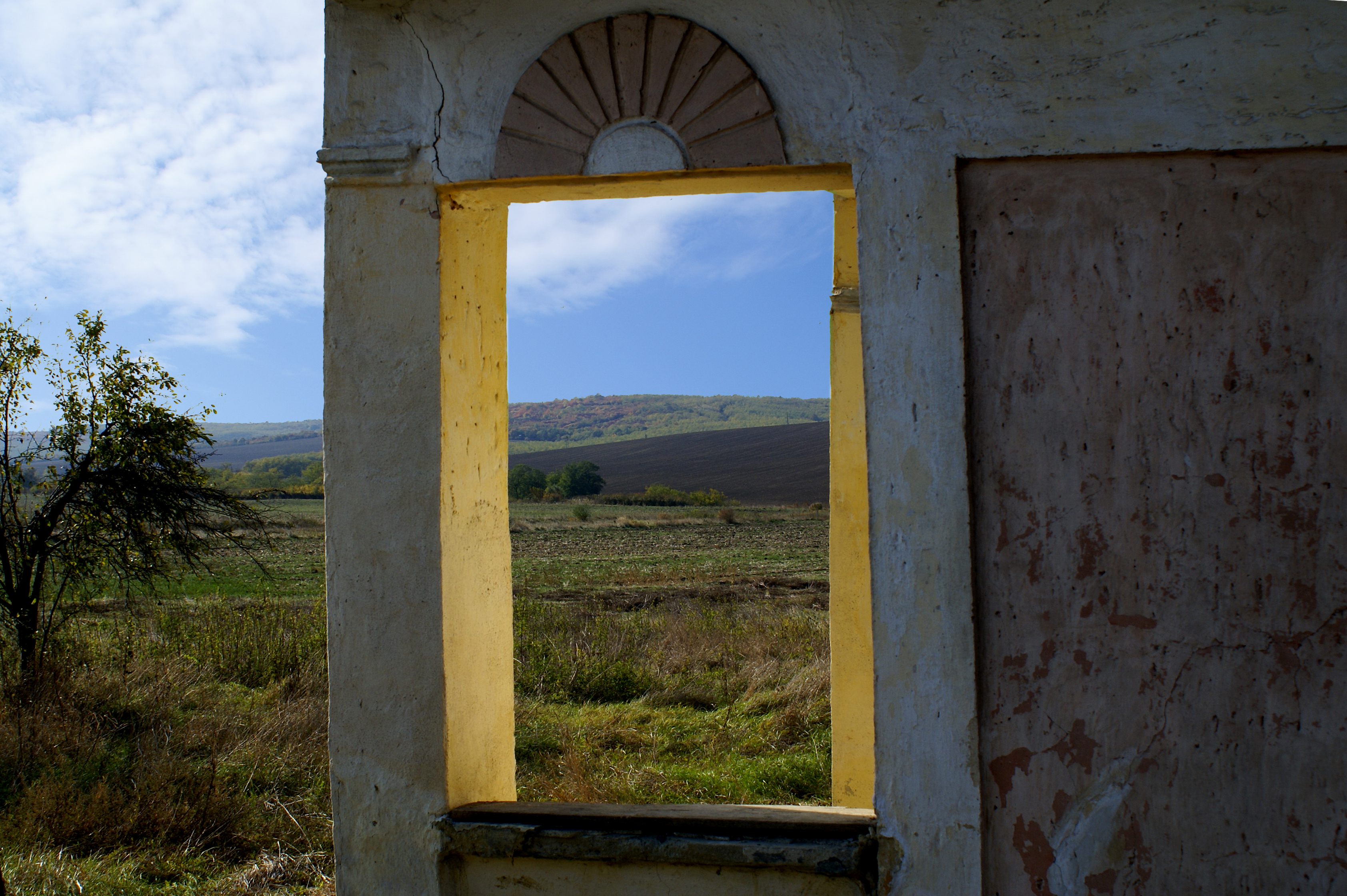
Népi lakóház tornácvége napsugaras vakolatdísszel

Beret 1553-tól mint több nemes joghatósága alatt álló település szerepel az adóösszeírásokban, hasonlóan több környékbeli faluhoz. A török kori Cserehát birtokjogi sajátossága ugyanis a birtokosi közösség, az ún. conpossessoratus, amikor több nemeshez vagy nemes családhoz tartozik a birtok, amelyet a földesurak jobbágytelkenként, jobbágyonként osztanak meg egymás között. A jórészt Abaúj vármegyéből, illetve a Cserehátról származó birtokos családokat legtöbbször rokoni kapcsolatok fűzik össze, több birtokos felesége révén lesz Beret földesura. A középkori eredetű és az újkorban elpusztult, a mai Baktakék és Fáj határában feküdt Papi faluból származó Papi nevű nemeseknek is volt Bereten jószáguk, 1564-ben Papi László lányai, Becskeházi Orbánné Anna és Fuló Balázsné Zsófia tiltakoznak Abaúj vármegyénél, mert rokonuk, Papi Bálint el akarja idegeníteni baktai és bereti jószágaikat. Papi Anna férjének, Becskeházi Orbánnak Torna vármegyei eredetű, Becskeházi (Orros) nevű családja egyébként már a 15. században birtokot szerez a gagyi Báthoriaktól a Csereháton, a 16. század közepén Becskeházi Orbán több csereháti birtokra is királyi adományt kap, köztük Got-Beret és Kelecsény falvak birtokrészeire. Papi Bálintnak és rokonának, Papi-Dely Miklósnak mindkét Bereten van birtokuk, Dudva-Bereten három jobbágytelkük mellett nemesi udvarházzal is bírnak, míg Got-Bereten fél kúriájuk van, ezeket azonban, a Papi faluban bírt 2 jobbágytelkükkel együtt, elvesztik, mivel megölték nagybátyjukat, Papi Mihályt. Az elkobzott birtokokat Radéczy István (†1586) királyi helytartó 1575-ben velezdi Kövér Ferencnek és kupai Nagy Balázsnak adományozza. Nagy Balázs a felesége, Rásonyi Dorottya révén már korábban is részbirtokos Bereten, velezdi Kövér Ferenc pedig, a Borsod vármegyei eredetű, de Abaújban is birtokos család egyik tehetős nemese, 1576-ban Abaúj vármegye csereháti járásának táblabírája lesz. A 16. század végén a Torna vármegyei Barakonyi család is feltűnik Bereten: Barakonyi (I.) Ferencet fivérével, Sándorral együtt 1596-ban iktatják be bereti részbirtokába. Barakonyi Ferenc és első felesége, a törzsökös abaúji nemesi családból származó Sziny Klára fiukra, a költő Barakonyi (II.) Ferencre (1611–1675) hagyják Abaúj vármegyében a bereti birtokrészt és Szín falut is. Barakonyi (II.) Ferencet hatalmaskodással is vádolják, 1668-ban egy bereti nemesi kúriát akar magának elfoglalni. Barakonyi Ferenc öröksége, így Bereten egy jobbágytelek, a 17. század végén Vőczei (Vécsey) Sándorhoz kerül, akitől 1684-ben Gyulay Ferenc ragadja el, de Vécsey visszaszerzi, 1690-ben már ő a földesura, a jobbágyteleket 1693-ban mégis a rebellis Gyulay Ferenctől, Thököly Imre hívétől kobozzák el 250 Ft értékben. A csereháti Pamlényban birtokos kisnemesi családból származó Pamlényiaknak is volt jobbágyuk Bereten, 1629-ben ugyanis Pamlényi Ferenc és rokona, János a Dudva-Beret, más néven Piros-Beret nevű faluban 200 Ft-ért elzálogosítottak jobbágyteleket Szalkay Istvánnak és nejének, Buzinkay Fruzsinának. Pamlényi birtokrészükön laktak a család egyik másik tagjának, Pamlényi Mátyásnak gyermekei: Márton, László és Zsófia.
A 17. század első felében Baksy (Baksay) Mihály, figei Csathó Péter, illetve Csathó Mihály, Vadászy István (abaúji táblabíró: 1610–1612-ben), Becskeházi Mátyás, Szalánczi István, Pelbárt Gáspár, Horváth Gábor, id. Horváth János, Salygodi Miklós, Borbereki Péter, Szemere András, Kardos Mátyás birtokosok és armalista nemesek részesednek Beret falu birtokából, igaz, az armalisták csak saját telkük urai, jobbágyuk nincsen. Borbereki Péter egyébként gottbereti Istomp másként Borbereghy néven, azaz bereti lakosként nyer címeres nemességet 1624. február 22-ikén Kassán Bethlen Gábortól, armálisát 1624. március 18-án hirdették ki Torna vármegye közgyűlésén. Felesége, Csathó Erzsébet révén az 1665-ben címeres nemességet szerzett, Deteken majorsággal rendelkező Bajusz (Nagy) Gáspár (†1710 körül) kuruc vezérnek, a tokaji magyar őrség huszárkapitányának is volt egy kúriája, azaz nemesi telke Bereten, amelyet 1697-ben elkoboztak a hegyaljai felkelésben való részvétele miatt. Fáji Fáy László (†1690 körül), akit 1670-ben a Wesselényi-szervezkedésben való részvétele miatt börtönbe zártak, és 1673-ig Pozsonyban raboskodott, szintén rendelkezett Bereten, illetve Papi, Fulókércs, Szemere, Radvány falvakban egy-egy apró birtokrésszel, ezeknek felét a kincstár 1673-ban elkobozta. Hasonló sors jutott szemerei Szemere László (†1677) zempléni alispánnak is a Wesselényi-féle szervezkedésben játszott, koholt vádakon alapuló szerepe miatt. Kiszabadulása után jószágait felosztották, egy rész jutott feleségének, Vay Klárának, egy rész, a gálszécsi kúriával együtt Szemere Lászlónak, a harmadik részt pedig, amely a szemerei kúria mellett több abaúji, köztük egy bereti birtokrészt is tartalmazott, a kincstár foglalta le. Fáy (V.) István (†1710) borsodi alispán, aki 1704-ben csatlakozott a Rákóczi-szabadságharchoz, szintén részbirtokos volt Bereten, itteni két jobbágytelkét, a fulókércsi és csenyétei, valamint több gömöri és borsodi jószágával együtt, a szabadságharc után elkobozták, és a szendrői királyi uradalomhoz csatolták.
1567-ben Beret is osztozik a török kori Dél-Abaúj első tragédiájában, amikor Hasszán temesvári pasa az 1567 márciusában indított felső-magyarországi hadjárata során felégeti a Cserehát falvait. 1599-ben tatár csapatok pusztítanak a vidéken, ráadásul a felső-magyarországi főkapitányságra frissen kinevezett Giorgio Basta (1550–1607) a tatár hadak ellen az abaúji Méra mellett vonja össze csapatait, s az itt felállított tábor királyi katonasága is hozzájárul a csereháti falvak kifosztásához. Falujuk felégetéséről maguk a bereti jobbágyok vallanak az adószedőknek 1599-ben, így adót sem tudnak fizetni. 1600-ban a tatár sereg és a királyi katonák pusztításai mellett még a pestis és az éhség is sújtja a felégetett csereháti települések, köztük Beret lakosságát. A tizenötéves háború (1593–1606) időszakából két dézsmajegyzék is ismeretes Beretre vonatkozóan, ezek azonban csak zselléreket tüntetnek fel, akiknek nincs dézsmálható termésük, ezért 6 dénár ún. keresztényt fizetnek. Csak egyetlen dézsmaköteles jobbágy van 1597-ben Bereten, Ortó György falusi bíró hivatali idejében: Gál Demeter, akinek ebben az évben 22 kalangya őszi és 2 kalangya tavaszi gabonája termett, ennek tizedét fizeti a kamara által bérelt ún. királydézsmába. A falu többi adózója zsellér: Csomó Mihály, Király András, Molnár György, Nemes Péter, Kós János, Kis Antal, Ortó András, Tót László, Varga Pál, Oláh László, Gál András, Sípos András. 1598-ból a bordézsma jegyzékében bukkan fel Beret, ekkor már Kós János bíró, akit hivatala okán felmentettek a dézsmaadás alól, a többiek 6 dénárt fizető zsellérek: Király András, Szabó Tamás, Sípos András, Szolga Szaniszló, Gál András, Tót László, Ortó András, Kis Antal, özv. Kis Pálné, Szabó Ferenc. A 17. században sem szerepelnek Beret jobbágyai a dézsmajegyzékekben. Az 1624. évi szikszói és gagyi dézsmakerület jegyzékébe a dézsmaszedők azt jegyezték fel, hogy Beret, Kéty és Fáj a királyi adó alóli mentességükre hivatkozva tagadják meg a dézsmát. 1645-ben a dézsmaszedők nem tudták Bereten a dézsmát behajtani, mivel Sáp, Beret és Bakta falvak a döghalál és egyéb viszontagságokat túlélt maradék lakossága elmenekült Forróra és Ináncsra, egyébként sem szoktak királydézsmát adni, mert ezekben a falvakban a földesúr szedi be mindkét, azaz az egyházi (ekkor királyi) és földesúri tizedet is. 1683-ban szerepel ugyan Beret a dézsmaösszeírásban, de ekkor sem tudjuk meg, kinek van szőleje a faluban, Beret ugyanis mint kuriális falu, felmentést élvez a dézsma alól.
A 17. század elején Beret adózása és lakosainak jogállása végleg megváltozik, a falu kikerül a portális vagy dikális adó kötelezettsége alól, lakosai ugyanis taxás vagy taksás nemesek lesznek, akik együttesen és egy összegben róják le adókötelezettségüket, 1618 és 1626 között évi 4 Ft-ot, majd 1635-ben 2 Ft 25 dénárt, végül 1648-ban 1 Ft-ot. 1635-ben név szerint is összeírják Beret taxával adózó nemeseit, akik között volt egykori birtokos és taxás nemes is: Vadászy Istvánné (12 dénár), Salygodi Miklós (15 dénár), Becskeházi Mátyás nem fizetett, mert háza elégett, Horváth Gábor (15 dénár), Csató Mihály (70 dénár), Szalánczi István (50 dénár), Csató János (70 dénár), Pelbárt Gáspár (15 dénár), id. Horváth János (9 dénár), Borberegi Péter (6 dénár). 1646-ban az alábbi armalista nemeseket írta össze Abaúj vármegye Bereten: Csató Mihály, Kardos Mátyás, Salygodi Miklós, Szemere András, Vadászi Istvánné. Beret kisnemesi (taxás) falu marad, az 1696. évi országos adóösszeírásban és 1707-ben is kuriális, azaz kisnemesi kiváltságokkal rendelkező faluként írják össze (1/8 portányi adóképességgel), és nem vetnek ki rá jobbágyi adókötelezettséget.

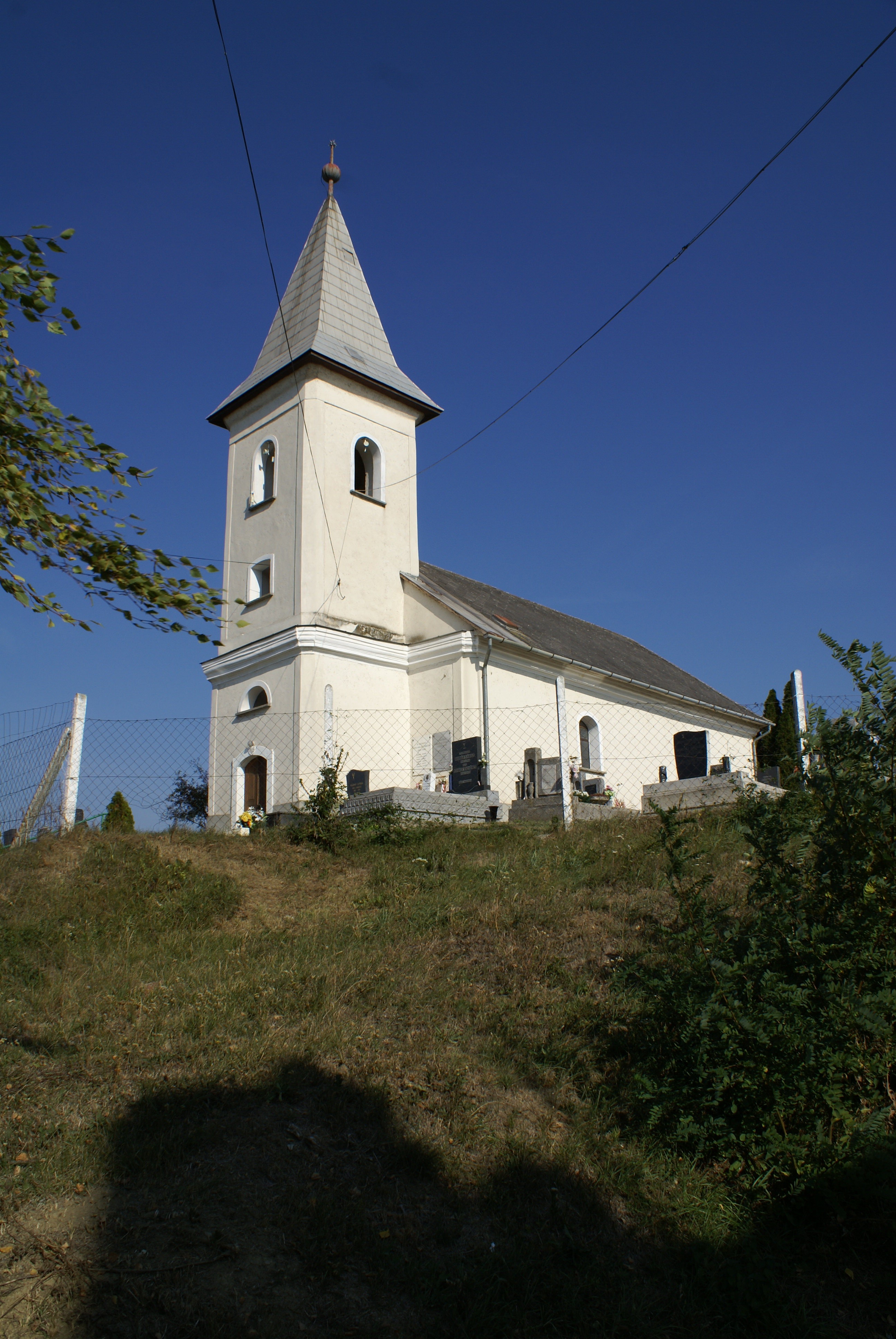
Református templom

A falu és a régió történetében az 1599. évi tatár pusztításnál még súlyosabb tragédia következett be 1640-ben, az oszmán katonák pusztítása ekkor ugyanis Beretet is az oszmán hatalom, az egri törökök joghatósága alá kényszerítette. 1640-ben az Abaúj vármegye jegyzőkönyvébe bejegyzett korabeli tanúvallomás szerint a törökök „nagy kegyetlenül rablották Felső-, Alsó-Gagyot, Kércset és Baktát, iszonyú égetéseket tevén, amely helyekből keresztény atyánkfiai közül kiket levágott, kiket megégetett, kiket kegyetlenül rabságra vittek, összességgel teszen hétszázig, mely kegyetlen rablások miatt kényszerítettek meghódolni Alsógagy, Bakta, Beret és Detek”. A szomszédos csereháti falvakkal együtt Beret is így került török uralom alá, amely egyszerre jelentette a szultáni, azaz oszmán állami hatalmat és a török földesurat. Beret ettől kezdve a Hódoltság peremvidékének azon helységei közé tartozott egészen Eger 1687. évi törökök alóli felszabadításáig, amelyek kettős adózás alá estek, azaz a Magyar Királyság és a magyar földesurak mellett a törökök is adóval és járulékokkal terhelték őket. Beretet egyébként már 1636-ban feldúlták az egri török katonák, akkor azonban még nem tudták adózásra kényszeríteni őket, csak az 1640. évi gagyvölgyi török pusztítást követően. Erről így vallottak a vármegye előtt a bereti jobbágyok 1641-ben: „Bereten lakozók: Vargha István főbíró, Baxi (Baksi) Mihály uram jobbágya, Katona Janos, Chyato (Csató) Péter jobbágya hitek után ekképen vallanak. Ennek előtte mintegy négy esztendővel az török kegyetlenül falunkat elrablá, kilenc rabot vitt el közülünk, nemes személyeket is, Meghe Mihályt ötödmagával, Kardos Mihály feleségét is, nagy keserves rabságra, az rajtunk esett veszedelem rajtunk esvén is, mégsem hódoltunk meg. Hanem az szegény gagyiakat, hogy elrablá [a török], és minket is szörnyen fenyegete, különben meg nem maradhattunk, hanem kedvét kellett keresnünk, Egeren [Egerben] Deli Musztaphá[val] summáltunk meg tavaly esztendőben, úgymint 1640-ben, 32 forint 8 icce vaj, mostan penig 40 forint, vaj 20 icce.” Deli Musztafa egri testőrtiszt egyébként több falut is szerzett a hódoltató pusztítással, a Berethez közeli Detek mellett ő lett a Borsod vármegyei Debréte török földesura is. Az 1640. évi gagyvölgyi török dúlás alatt Beret egyik nemes lakosát, vitézlő berethi Horváth Gábort is foglyul ejtették, a nemesi vármegye azonban 40 Ft váltságdíjat fizetett érte, és 1642-ben kiszabadult. Ugyancsak bereti nemes volt Csathó Mihály, akinek lányát és fiát rabolták el ekkor az egri törökök, a vármegye 35 Ft-tal járult hozzá a szerencsétlenül járt, gyermekei szabadítására indult apa útiköltségéhez.
Beret jobbágyi, zselléri, kisnemesi és taxás lakosai, valamint földesurai, a borsodi és abaúji régió legtöbb településéhez hasonlóan, a 16. század második felében a reformáció hívei lettek. A falu egyháza az 1567. évi debreceni zsinaton a Helvét Hitvallást aláíró abaúji, más néven kassavölgyi református seniorátushoz (esperességhez) tartozott. A baktai ismert lelkészek névsora: Palóczi Balázs (1597), Athinai Sámuel (1598), Cégényi Gergely (1607), Benei Dániel (1610), Vásárhelyi Lukács (1612), Rozgonyi Lukács (1616), Diószegi L. Tamás (1620–1621), Vinnai István (1622–1625), Váradi István (1624), Szikszai B. Pál (1628–1629). Bereten saját, középkori eredetű kőtemplomuk volt a híveknek a 16–17. században.
Beret a török korban jobbágyfaluból kisnemesi/taxás település lett, ahol a kevés számú jobbágy, zsellér mellett armalista nemesek éltek és gazdálkodtak, sokszor ugyanannyi földön, mint a jobbágyok, de földesúri terhek nélkül. A birtokosok, akik sokszor csak 1-2 jobbágytelekkel rendelkeztek a faluban, a régió ismert nemesi családjaiból kerültek ki. A falu a 17. század végére sokat vesztett népességéből és termelőképességéből, de a török pusztítás és hódoltatás ellenére sem lett teljesen lakatlan, 1707-ben is rendelkezett valamennyi adófakultással. A Magyar Királyság török kor utáni első alapos, de hibáktól nem mentes országos jellegű összeírását (regnicolaris conscriptio) törvényben rendelték el 1715-ben, célja a magyar települések adóképességének és adózó népességének felmérése volt. Az 1715. évi összeírás nem említi Beretet Abaúj vármegye falvai között, és az 1720. évi hasonló országos felmérésben sem szerepel. Bél Mátyás 1730-as évek elején készült és a 21. századig kéziratban maradt, Abaúj vármegyét latin nyelven leíró monográfiájában is a Putnoky és a Fáy családot nevezi meg Beret falu korabeli fő birtokosainak: „Beret kis távolságra van Bakta falutól. Szántóföldjei termékenyek. Több olyan nemes birtokolja, akik az egyszerű népből emelkedtek ki, nemesi öröksége ellenben a deteki nemeseké.”

### 18. század
A község népességének egészéről a 18. század második felétől áll rendelkezésre megbízható adat. II. József népszámlálása volt az első olyan összeírás, amely a teljes lakosságra kiterjedt, és ennek adatai szerint 1785-ben Beret honos népessége 387 fő volt. Ludovicus Nagy 1828-ban megjelent népességstatisztikai munkája szerint viszont ekkor már 585 főt tartottak nyilván a faluban, és ehhez áll közel Fényes Elek Geographiai szótárában található 544 fős adat is. A házak számában is számottevő növekedés mutatkozik: II. József idején még 65, 1828-ban viszont már 78 házat jegyeztek fel az összeírók. Jelenleg nincs annak megítéléséhez támpontunk, hogy ez a változás valóságos növekedést takar vagy csupán valamilyen adminisztratív átsorolás áll a háttérben. Az 1828-as országos adóösszeírás idején 46 személy után kellett adót fizetni a faluban. Az 1760-as évek végén végrehajtott úrbéri összeírás adatsorában Beret nem szerepel, ami összhangban áll azzal, hogy a faluban elhanyagolható mértékű lehetett a jogilag úrbérinak számító földállomány. Ez utóbbi olvasható ki abból az adatból, hogy a józsefi népszámlálás időszakában csupán egyetlen jobbágy élt a faluban, viszont házas zsellér 37, házatlan zsellér pedig 14. Határát termőképesség szempontjából  Vályi András a „meglehetős” szóval jellemezte, ám hozzátette, hogy a falutól az erdő és a malom is távol fekszik, amit kedvezőtlen adottságként említtetett.
A település keresztény lakosságának többsége protestáns volt (1828-ban 381 fő), és közöttük a református felekezet tette ki a nagyobb részt (az 1850-es adat szerint 330 kálvinista mellett még 27 fő volt lutheránus). Élt a faluban egy jelentős katolikus népesség is, az ő számukat 142 főben közölte Ludovicus Nagy, Fényes Elek pedig pontosabb bontásban 87 római és 43 görög katolikus bereti lakosról számolt be. A keresztény felekezetek közül Bereten csak a reformátusoknak volt saját egyházközségük. A település izraelita lakossága, amely a népszámlálás idején még csak 5 házas férfiből (és családjukból) állt, ám 1828-ra 62, 1850-re pedig 57 főre bővült, zsinagógát is fenntartott. Ez a közösség a 19. század második negyedében az egyik legnépesebbnek számított a Cserehátban (Bakta, Csenyéte és Felsőgagy mellett). Jelenlétük az 1828-as összeírás anyagából kiolvasható, a hét zsidó adózó háztartásfő közül Dantziger David adózása alapján tehetős tőzsérnek (quaestor) számított.
A falu másik társadalmi sajátossága a nemesség magas aránya. II. József korában az egész csereháti járásban itt regisztráltak legnagyobb számban nemest: 77 főt. A falu területe számos földesúr közt oszlott meg, Vályi András közülük csak a Herke családot említi név szerint (a többiekre „más Urak” formában utal), de feltételezhető, hogy nem minden nemes tartozott a földbirtokosok közé. Valószínű, hogy a nemesség egy része katolikus hitet vallott, az 1745-től rendelkezésre álló református egyházi anyakönyvből mindenesetre megismerhető a község számos református nemes családjának neve (pl. Csató, Czerédi, Dikerics, Kiss, Szalai, Szobonya, illetve az országosan ismeretek között a Szemere és a Ragályi).
Az anyakönyvből az is kiderül, hogy a gyülekezet lelkipásztora több környékbeli református közösség, sőt az evangélikus lakosság számára is végzett egyházi szolgálatot, és hogy Beret mellett elsősorban Deteken élő református családok gyermekeit keresztelte. A papok egyébként sűrűn váltották egymást Bereten: 1746 és 1816 között 15 lelkész nevét jegyezték fel a református anyakönyvbe, míg végül Szilvási Józseffel (1816-1833), majd Csorba Miklóssal (1835-1871) stabilizálódott a lelkész személye. A református gyülekezetet súlyosan érintette az 1831. évi kolerajárvány. Az addig általában évenként 10-15 fős halálozás ebben az évben 30-ra emelkedett, ezen belül csak augusztusában és szeptemberében 18-re ugrott, és ezalatt egy kivétellel minden elhunyt esetében a „cholera” volt a halálok. A lelkészek ritkán vezették be általános érzelmeiket és gondolataikat az anyakönyvek oldalaira, éppen ezért kifejezők Szilvási József prédikátor megrázó mondatai, aki – „az egész helységből minden vallásbeli felekezetekkel számolva” – 45 főre teszi a „Napkeleti Epemirigy” okozta halálozást. A lelkész fontos előzményként jegyzi meg, hogy már az előző évnek is rossznak számított („a hosszú telet nyomban követő szűk aratás és szüret” miatt), így 1831 elején „nagy drágaság, szükség és szorongató éhség” miatt sínylődött a falu népe. Ám a kolerajárvány tette ezt az évet igazán „elfelejthetetlenné” és „megsirathatatlanná”. A betegség „beszökött ugyan a Nagy Rendeknek Fényes Palotáikba is, de a Földmívelők közül, kik leginkább küszködtek a szorongató drágasággal, az abból folyó szükséggel és éhséggel, számtalanokat ragadt a gyászos sírba”, és emiatt a betakarítás is késlekedett, sőt „a munkás kezeknek elhalások” miatt teljesen elmaradt – kesergett a lelkész. A kolera a későbbiekben már csak 1873 nyarán – az utolsó magyarországi jelentős járvány során – tért vissza Beretre.

### 19. század
Beret népessége a 19. században csökkent (1850-ben 544 fő, 1880-ban 471 fő, 1900-ban 367 fő), amit a természetes szaporodás és az elvándorlás befolyásolt. A születések aránya 1900 és 1910 között magas maradt (48,4‰), a halálozásoké 21,5‰. A természetes szaporodás 26,9‰ (összesen 96 fő), és ebben az évtizedben körülbelül 85–90-en költöztek el vagy vándorolt ki a tengerentúlra.
A 18. században evangélikus szlovákok (tótok) telepedtek a faluba, ami nem változtatta meg a település etnikai és felekezeti karakterét. Fényes Elek 1851-ben Beretet „magyar falunak” nevezte, 1880-ban a teljes lakosság magyar anyanyelvű és a reformátusok a 19. században abszolút többségben maradtak: arányuk 1900-ban 57% (211 fő), a római katolikusoké 19% (71 fő), a görögkatolikusoké 13% (46 fő), az evangélikusoké 7% (24 fő) és az izraelitáké 4% (15 fő).

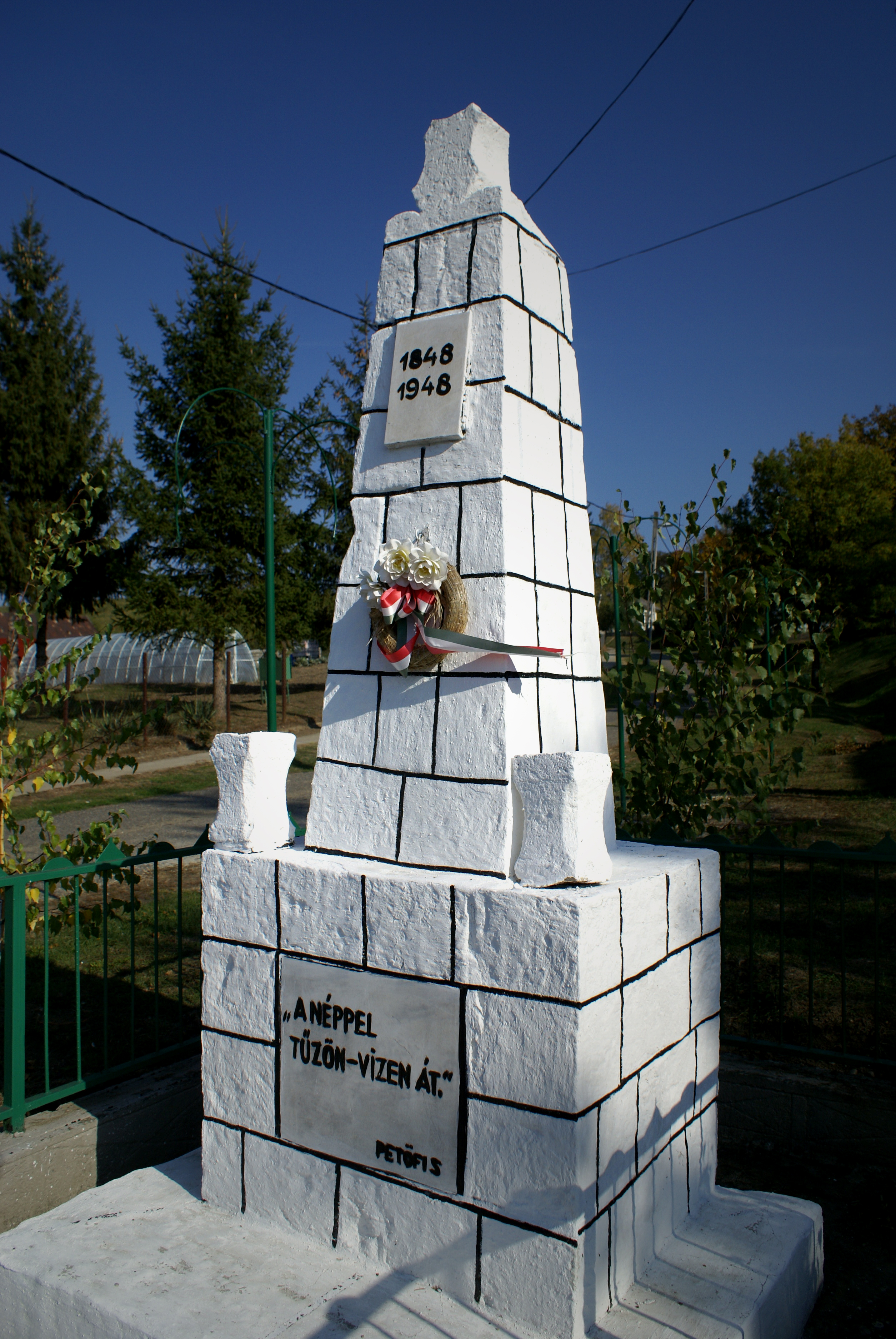
1848-as centenáriumi emlékmű

A földhasznosítás a 19. század második felében jelentősen átalakult. A jobbágyfelszabadítás után a közösen használt réteket és legelőket feltörték, és a volt zsellérek az illetőségüket szántókká alakították. A szántóföld területe 1865 és 1895 között 557 kataszteri holdról 881 holdra (a faluhatár 48%-áról 77%-ára) növekedett, a legelőké 391 holdról 144 holdra, a réteké 92 holdról 75 holdra csökkent. A filoxéra járvány az 1880-as években a település több mint 50 hold szőlőjét pusztította el.
A helyi társadalomról az 1895-ös gazdacímtár és az 1900-ban készült foglalkozási statisztika tájékoztat. 100 holdnál nagyobb birtokkal 4-en, 5 és 100 hold közöttivel 12-en, 5 hold alatti törpebirtokkal egyetlen fő rendelkezett, a föld nélküli mezőgazdasági munkások, cselédek és a szintén agrármunkát végző házi cselédek száma viszont meghaladta a 140 főt (az eltartottakkal együtt a 260 főt). A lakosság több mint 70%-át tehát az agrárproletariátus alkotta.
A nagyobb birtokosok közül almási Szalay Antal (1822–1906), Abaúj vármegye utolsó táblabírája 595 holddal rendelkezett (ebből 330 hold szántó), termelését korszerűsítette, és az 1860-as évek elején részt vett a megyei gazdasági egyesület szervezésében. A gazdálkodást idősebb fia, Antal folytatta, aki a magyaróvári gazdászati akadémiát végezte el. Az ugyancsak régi református nemesi családból származó Beke Miklós 200 holdon, Kis-Pál Ferenc 131 holdon gazdálkodott (a birtoküzem egy részét Beke Bogoly Józseftől, Kis-Pál Szalay Kálmántól bérelte).
Beret a vármegye egyik legrégebbi református közössége volt, és ez a szellemi és társas miliő a 19. században is erős maradt. Ez érvényesült az iskolai és mobilitási stratégiákban (többen a sárospataki és a miskolci református gimnáziumban végeztek, a kisnemesi családból származó Szobonya István Györkén, Szobonya József Szamosbecsén lett lelkipásztor), a helyi és a megyei egyházi önkormányzatokban való szerepvállalásban, valamint az egyház és az egykori iskolák rendszeres támogatásában. Kállay Miklós lelkész 1873-ban a néhány száz fős Bereten „polgári olvasókört” szervezett, mely a német Protestantenverein mintájára alakult Kassa-vidéki egyházi reformegylet fiókjaként, a vallásos és erkölcsi élet „előmozdításán” kívül, a földművesek oktatását és gazdászati ismereteinek bővítését tűzte célul. (Az egylet elnökének Kállay Miklóst, jegyzőjének, könyvtárnokának és pénztárnokának Beke Miklós egyházgondnokot, a bizottmány tagjainak Kiss János és Mikola András „birtokos urakat” választották meg.) A gyülekezet 1890. augusztus 24-én ünnepelte (a teljesen felújított) templom építésének centenáriumát, ami hajnalig tartó, jótékony célú táncmulatsággal zárult.

### 20–21. század
Beret 1910-ben Abaúj-Torna vármegye Szikszói járásához tartozott. A kisközség 1 185 kat. holdon (= 682 hektár) terült el, lakosainak száma 377 volt. Az 1 német és 1 rutén kivételével teljes egészében magyar anyanyelvű faluban a református (256 fő) felekezet volt meghatározó, de jelen voltak római katolikusok (64 fő), görögkatolikusok (25 fő), evangélikusok (19 fő) és izraeliták (13 fő) is. A lakosság túlnyomó többsége a mezőgazdaságban talált megélhetést, és ebben azóta sem történt lényeges változás.
A trianoni békeszerződés közigazgatási változásai következtében Beret az Encsi járás részévé vált. A település lélekszáma 1920-ra főként betelepülésnek köszönhetően jelentősen, 463 főre gyarapodott. A növekedés nem változtatott a falu magyar anyanyelvűségén (mindössze 2 tótot rögzített a népszámlálás), és a református (277 fő) is megmaradt vezető felekezetként. Erejét mutatta, hogy elemi iskolát is fenntartott. Ugyanakkor nagyobb mértékben gyarapodott a római katolikus (106 fő) közösség, és a többi egyház is növelte jelenlétét (40 fő görög katolikus, 24 fő evangélikus és 16 fő izraelita). Miután elköltözött a megszűnt uradalom cselédsége, 1930-ra 443 főre csökkent a lakosság, amiben minden bizonnyal szerepet játszott az is, hogy a világháborúk között többen külföldön próbáltak jobb megélhetést találni. 1941-re mégis ismét nőtt a lélekszám és 450 főt tett ki. Habár a reformátusok (272 fő) elsőségét semmi sem veszélyeztette, valójában a római katolikusság (137 fő) kivételével minden felekezet visszaesést mutatott (10 fő görögkatolikus, 18 fő evangélikus és 13 fő izraelita).
A falu lakossága az első és a második világháborúból is kivette a részét. Az áldozatok emléktáblája a református templom jobb oldalsó falán található. Az első világháborúban esett el Dankó József, Pluzsik János, Prion József, Subert János, Urbán János és Zsigrai József. A második világégés hősi halottjai voltak Bortnyik Barna, Csendi József, Csorba Ferenc, Gáspár István, Hegymegi István és Molnár Bálint. A vészkorszak idején a veszteségek az elhurcolt zsidó lakosok számával növekedtek. Az áldozatok között volt Weisz Herman, Weisz Hermanné, Weisz Kató, Weisz László, Weisz Hermina, Weisz Mórné, Hartman Benőné, Hartman Elza, Hartman Jolán, Lax Antal és Lax Antalné.
A második világháború Beret számára 1944. december 15-én ért véget. Az 1949. évi népszámlálás szerint a falu lakossága 435 főre fogyatkozott. A reformátusság (59,3%) megtartotta vezető szerepét és jelentős maradt a római katolikus (29,9%) befolyás, miközben továbbra is képviseltette magát a görög katolikus (5,3%) és az evangélikus (5,1%) egyház is. Beret egyike volt azon kevés községnek, ahová, ha minimális számban is, de tértek vissza a megpróbáltatásokat túlélt zsidó emberek (0,5%). A szocializmus idején a népességszám hanyatlott, 1990-ben már csak 251 fő volt.
A nagybirtokrendszer megszüntetéséről szóló 1945. márciusi kormányrendelet értelmében Bereten is végrehajtották a földosztást Szalay Antalnak a falu határában lévő 300 holdas birtokán. A földosztó bizottság elnöke Juhász Ferenc volt. 1949 őszén megalakult a termelőszövetkezet Rákóczi Tsz néven. Ez 1956-ban felbomlott ugyan, de 1957-ben Új élet elnevezéssel újjászerveződött. Fő profilja a növénytermesztés és állattenyésztés (pl. szarvasmarha) volt. 1973-ban újabb változás következett, amikor a bereti téesz a detekivel együtt beolvadt a baktakéki Szárazvölgy Mezőgazdasági Termelőszövetkezetbe.
Az 1956-os forradalom eseményei Beretet sem kerülték el. Október 29-én Tóth Ferenc elnöksége alatt munkástanács alakult, ami leváltotta Dókus József tanácselnököt, amiért hat éven át „szipolyozta” a község lakosait. Bár Dókus novemberben átmenetileg visszakapta a pozícióját, a vb elnökévé végül Tóthot választották. Ő 1957 tavaszán egészségügyi okok miatt távozott, s március 28-án ismét Dókust választották meg a tanács elnökévé. Visszahívásra került azonban a férje ellenforradalmi tevékenysége következtében politikailag megbízhatatlannak mondott B. Kovács Ferencné vb titkár, kinek helyére Lengyel Veronika került. B. Kovács Ferencet és Zsebik Pál kovácssegédet börtönbüntetésre ítélték.
A szocializmus idején az egyetlen tanteremben működő általános iskolában kétfős tanerő irányításával folyt az oktatás. A tanulók száma az 1945/46-os tanévben 70 volt, majd három évvel később 82-re emelkedett, azt követően azonban csökkent. 1965/66-ban a tanulói létszám 60 volt, bár 12 felnőtt oktatása is zajlott az intézményben.
A második világháború utáni közigazgatási átszervezés eredményeképpen 1950-től Beret Borsod-Abaúj-Zemplén megye Encsi járásának baktai körjegyzőségéhez tartozott Baktával, Detekkel és Szárazkékkel együtt, majd 1966-ban ugyanezen települések közös községi tanácsot szerveztek, melynek székhelye (a Bakta és Szárazkék egyesülésével létrejött) Baktakék lett. Az 1978-as év végén Alsógagy, Csenyéte, Felsőgagy és Gagyapáti is csatlakozott az immár hét település alkotta közös tanácshoz, melyet 1984-től Encs városkörnyéki községgé nyilvánították. A rendszerváltást követően, 1991-ben Beret a Baktakéki körjegyzőség része lett Baktakékkel és Detekkel együtt.
Az 1990-es évek végére a település népességfogyása megállt, sőt az utóbbi 20 évben lélekszáma növekedett: 2011-ben 269 fő, 2020. január 1-én 280 fő volt Beret lakónépessége. A 2011. évi népszámlálás alkalmával a lakosság 97,0%-ban magyarnak és 56,1%-ban cigánynak vallotta magát (3,0% nem kívánt válaszolni), vallását tekintve pedig 31,4% volt a római katolikus, 15,5% a református, 10,6% a görögkatolikus, 1,1% az evangélikus hívők és 3,8% az egyéb felekezetűek aránya. Az itt élők 14,0%-a felekezeten kívüliként határozta meg magát, 23,5% pedig tartózkodott a válaszadástól.
A település lakossága elöregedő, sok a munkanélküli és a szociális ellátásban részesülő. A község járóbetegei a baktakéki körzeti orvoshoz tartoznak, fogorvosi ellátásra Baktakéken, gyermek- és szakorvosi ellátásra Encsen van lehetőség. A legközelebbi kórház Szikszón, 23 km-re található. Óvoda és iskola nincs, a gyerekek Baktakék intézményeit látogatják. Az elektromos, víz- és gázhálózat kiépítésre került. A legközelebbi vasútállomás Halmajon 12,8 km-re található. A település közös önkormányzati hivatalt fenntartó község, a hivatal székhelye Szalaszend. Bereten roma nemzetiségi önkormányzat működik.

## Közélete

### Polgármesterei
- 1990–1994: Kiss Dénes (független)[81]
- 1994–1998: Kiss Dénes (független)[82]
- 1998–2002: Kiss Dénes (független)[83]
- 2002–2006: Gulyás Károly (független)[84]
- 2006–2010: Gulyás Károly (független)[85]
- 2010–2014: Lovas Pál (független)[86]
- 2014–2019: Lovas Pál (független)[87]
- 2019–2024: Lovas Pál (független)[88]
- 2024– : Lakatos Dániel (független)[1]

## Népesség
A település népességének változása:
| Lakosok száma | 257  | 267  | 274  | 296  | 316  | 325  | 322  |
|               | 2013 | 2014 | 2015 | 2021 | 2022 | 2023 | 2024 |

2001-ben a település lakosságának 57%-át cigány, a 43%-át magyar származású emberek alkották.
A 2011-es népszámlálás során a lakosok 97%-a magyarnak, 56,1% cigánynak mondta magát (3% nem nyilatkozott; a kettős identitások miatt a végösszeg nagyobb lehet 100%-nál). A vallási megoszlás a következő volt: római katolikus 31,4%, református 15,5%, görögkatolikus 10,6%, evangélikus 1,1%, felekezeten kívüli 14% (23,5% nem válaszolt).
2022-ben a lakosság 95,9%-a vallotta magát magyarnak, 25,3% cigánynak (4,1% nem nyilatkozott; a kettős identitások miatt a végösszeg nagyobb lehet 100%-nál). Vallásuk szerint 36,1% volt római katolikus, 12% református, 13% görög katolikus, 1,3% egyéb keresztény, 0,6% evangélikus, 18,7% felekezeten kívüli (18,4% nem válaszolt).

## Neves személyek
- Almási Szalay László (1857–1924): Beret szülötte. 1878-ban Budapesten tett ügyvédi vizsgát, majd Kassán telepedett le. 1901 és 1907 között a szikszói választókerület országgyűlési képviselője volt, 1907-től Abaúj-Torna vármegye és Kassa szab. királyi város főispánja, 1918-tól vallás- és közoktatásügyi államtitkár. Családja volt Beret legnagyobb földbirtokosa.[92][93][94]